# Dama del Lago

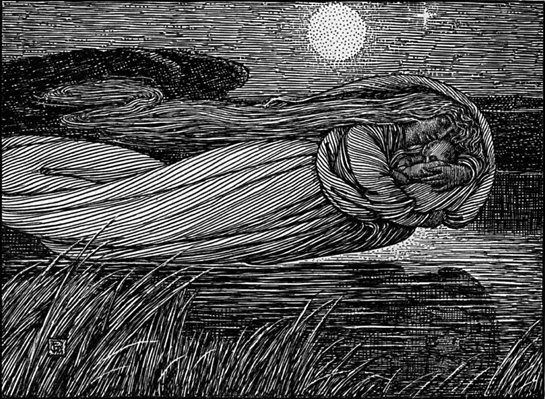
La Dama del Lago prende l'infante Lancillotto. Illustrazione dagli Idilli del re di Alfred Tennyson

Dama del Lago è un personaggio (o diversi personaggi correlati) del ciclo arturiano. In opere diverse le vengono attribuite gesta diverse; fra l'altro, viene talvolta rappresentata come colei che consegna a re Artù la spada Excalibur; come colei che porta il re morente ad Avalon dopo la battaglia di Camlann; come colei che alleva Lancillotto rimasto orfano del padre; e come colei che seduce e imprigiona il mago Merlino. Diversi autori attribuiscono diversi nomi alla Dama: per esempio Nimue, Viviana, Niniane, Nyneve, e Coventina.

## Origini
Le origini del personaggio della Dama del Lago vanno quasi certamente fatte risalire alla mitologia greca e romana. Il rapporto fra la Dama del Lago, Lancillotto e Artù presenta qualche analogia con la storia della nereide Teti della mitologia greca, uno spirito dell'acqua che alleva un grande eroe (Achille). Tra l'altro, Teti è moglie di Peleo, e la Dama del Lago, secondo alcune fonti, aveva un amante di nome Pelleas. Teti è l'artefice dell'invulnerabilità di Achille (e gli dona anche un'armatura e uno scudo forgiati da Efesto), così come la Dama del Lago dona a Lancillotto un anello protettivo (e in seguito dona Excalibur ad Artù).
Il nome "Nimue" usato da alcune fonti per riferirsi alla Dama potrebbe essere un'eco di Mneme, nome abbreviato di Mnemosyne, madre delle nove muse e ninfe delle acque della mitologia greco-romana, che diedero le armi, in questo caso, all'eroe Perseo.
Un altro nome della Dama, "Vivienne", richiama la forma femminile celtica "Vi-Vianna", probabilmente derivata da "Co-Vianna", una variante della diffusa divinità celtica delle acque Coventina. Questo nome latino fa probabilmente riferimento all'originale moglie di Merlino, Guendoloēna (Latino), che compare nella tradizione poetica più antica. C'è anche chi ha cercato di vedere in Vivienne una forma corrotta dei nomi Diana o Rhiannon.
È stato suggerito che il personaggio della Dama del Lago possa avere un'origine comune con un altro importante personaggio femminile arturiano, Morgana. Sia Morgana sia la Dama del Lago sono spesso associate alla magica isola di Avalon, citata già da Goffredo di Monmouth come luogo in cui venne forgiata Excalibur e riparo di Artù dopo la battaglia con Mordred.

## Fonti antiche
Chrétien de Troyes, nel suo romanzo Lancillotto o il cavaliere della carretta, raccontò che Lancillotto era stato allevato da una fata dell'acqua che gli aveva donato un anello capace di resistere alla magia. Opere successive (Lanzelet di Ulrich von Zatzikhoven e il Lancillotto in prosa), riprendono questo tema sviluppando il mito dell'infante Lancillotto allevato dalla Dama del Lago dopo la morte di suo padre, il re Ban, ucciso da Claudas. Secondo alcuni studiosi, tutte e tre queste fonti svilupperebbero un tema tradizionale preesistente (rappresentato nel modo più fedele, probabilmente, dalla versione di Ulrich).
Il Lancillotto in prosa fornisce ulteriori informazioni sulla Dama del Lago, che viene chiamata "Viviane". Nella prosa intitolata Merlino, Viviana impara l'arte magica da Merlino, che si innamora di lei. Viviana rifiuta di giacere con lui finché il mago non le abbia svelato tutti i suoi segreti; ma quando questo avviene, Viviana tradisce Merlino intrappolandolo sotto un macigno (in tradizioni successive, il macigno fu sostituito dalla Torre di Vetro). Anche in questo ruolo di apprendista di Merlino, la Dama del Lago risulta essere un personaggio in parte sovrapposto a quello di Morgana.

### Le due Dame della Post-Vulgata
La Post-Vulgata sostituisce il personaggio della Dama con due personaggi distinti. Il primo è un personaggio positivo, che dona ad Artù la spada Excalibur dopo che questi spezza la sua prima spada; in cambio, chiede che il re prometta di esaudire un suo desiderio in futuro. Qualche tempo dopo, la Dama chiede ad Artù di condannare a morte il cavaliere Balin, coinvolto in una faida con la famiglia della Dama. È invece Balin a tagliare la testa della Dama, e per questo viene bandito da corte.
Il secondo personaggio riconducibile alla Dama del Lago, Ninianne, ha una storia quasi identica a quella narrata nel Lancillotto in prosa. Thomas Malory riprende entrambi i personaggi nel suo Le Morte d'Arthur e in altre opere; lascia anonima la prima Dama e chiama la seconda Nimue.

## La Dama nel XIX e XX secolo

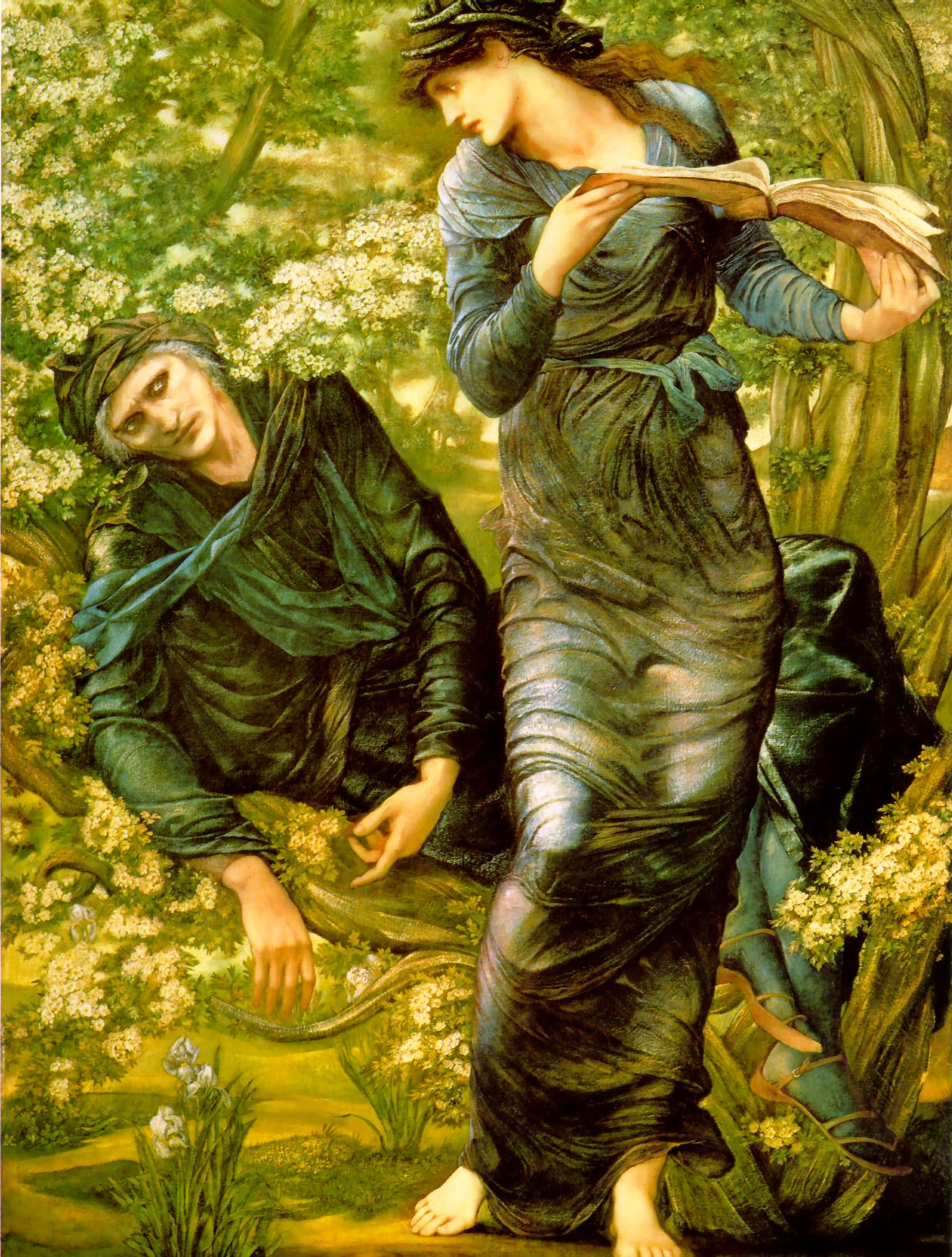
La seduzione di Merlino (1874) dipinto da Edward Burne-Jones, conservato presso la Lady Lever Art Gallery, a Port Sunlight (Merseyside).

John Steinbeck nel libro Le gesta di re Artù e dei suoi nobili cavalieri presenta il personaggio di Nyneve del Lago, come colei che in gioventù tolse la vita a Merlino, rubandone peraltro i segreti. Il personaggio descritto da Steinbeck è quello di una sacerdotessa dal grande potere giunta ormai alla sua maturità. La maga è anche duramente afflitta da un destino tristemente legato agli sconfitti, ai traditi, agli ammalati cui Nyneve si occupa di curare i dolori senza poterne tuttavia ricevere nulla in cambio. Nel libro in cui si narrano le avventure dei cavalieri Gawain, Ewain e Marhalt, la sacerdotessa Nyneve interviene a favore di Pelleas salvandolo dalla tragica disperazione in cui è caduto per colpa dell'inganno tesogli con disdicevole ignominia dal cavaliere Sir Gawain. Infine i due sventurati si uniranno felicemente per il resto della loro vita.
La Dama del Lago delle leggende arturiane non deve essere confusa con il poema La donna del lago (The Lady of the Lake) del 1810 di Walter Scott - ambientato nella Scozia ai tempi di Giacomo V Stuart - e con l'opera di Rossini La donna del lago ispirata a Scott.
Alfred Tennyson incluse numerosi racconti sulla Dama del Lago nel suo ciclo poetico Idilli del re. Tennyson distingue due figure: "Vivien" (un personaggio malvagio, che imprigiona Merlino) e la buona Dama del Lago (che alleva Lancillotto e dona la spada ad Artù). Nimue appare anche in Re in eterno di T.H. White come oggetto dell'amore di Merlino. Come nella tradizione, Nimue imprigiona Merlino in una caverna, ma in questo caso Merlino sembra esserle quasi grato, e considerare il proprio esilio come una sorta di vacanza.
Nelle Nebbie di Avalon di Marion Zimmer Bradley, e nel conseguente Ciclo di Avalon il ruolo di "Dama del Lago" è un titolo onorifico che passa, di generazione in generazione, da una sacerdotessa all'altra dell'Isola Sacra. Nel romanzo capostipite della serie, è ricoperto prima dalla sacerdotessa Vivane e poi da Niniane. Stessa cosa dicasi per il titolo di "Merlino" (nel romanzo il Merlino di Britannia) che diventa un titolo druidico che passa da un personaggio a un altro (in questo caso dal vecchio Taliesin a Kevin l'arpista il quale viene poi sedotto da un terzo personaggio femminile, Nimue). In tutto il ciclo, in otto volumi, è forte l'impronta del neopaganesimo e del recupero della antica religione celtica come doveva essere in origine.
Uno dei romanzi di Raymond Chandler con protagonista l'investigatore Philip Marlowe, La signora nel lago (1943), contiene diversi riferimenti alla saga arturiana.
Merlino aveva incontrato la Dama alla fontana di Barenton (in Bretagna), innamorandosi perdutamente di lei, tanto da insegnarle le arti magiche. Divenne l'amante e lo scrivano di Merlino, di cui registrò le profezie. Tuttavia, nel corso degli anni, la Dama divenne molto più potente del suo maestro, che fu da lei imprigionato nella Torre di vetro. In parte sostituì Merlino al fianco di Artù, anche se questo cambiamento contribuì considerevolmente alla rovina del grande re. Alla fine la Dama fu costretta a reclamare la restituzione di Excalibur quando Artù fu ferito a morte nella battaglia di Camlann: la spada fu lanciata di nuovo nelle acque nebbiose del lago. Fu poi una delle tre regine che scortò Artù ad Avalon.
I nomi della Dama del Lago, dunque, rivelano chiaramente che la sua figura traeva origine dalla divinità celtica delle acque Coventina (forse identificata dai Romani con Mnemosyne), che, nell'Impero romano d'Occidente, fu adorata in Britannia, nella Gallia Narbonese e nella Spagna nord-occidentale. Ha inoltre un sacrario a Brocolitia (Carrawburgh) lungo il Vallo di Adriano: qui un tempio quadrangolare circondava una sorgente. Monete, monili e statuette votive in bronzo sono state rinvenuti insieme a numerosi altari dedicati dai soldati. Le divinità delle acque erano molto popolari nella società celtica, perché controllavano l'essenza vitale e le offerte votive a queste entità soprannaturali erano molto comuni.
Come allieva e amante di Merlino, la Dama fu in gran parte sostituita dalla Fata Morgana, il cui nome in bretone indica una ninfa, che sarebbero due aspetti dello stesso carattere. E in effetti, entrambe compaiono fra le tre regine che scortarono Artù ad Avalon (queste tre figure richiamano la triplice dea celtica Mórrígan).
All'interno del ciclo narrativo Il romanzo di Excalibur Nimue è una giovane irlandese trovata e accudita da Merlino. La giovane Nimue, dagli occhi scuri e i capelli neri, infatti era destinata alla schiavitù, ma la nave che la trasportava affondò e lei fu l'unica sopravvissuta. Questo evento fece credere a Merlino che fosse una protetta degli dei.
Nimue crebbe con Derfel Cadarn, suo amico d'infanzia, poi amante e infine nemico, sull'isola di cristallo, con l'intento di diventare sacerdotessa e riportare gli dei in Britannia. Odia i Romani, i cristiani e tutto quello che non è britannico, poiché ha interrotto il legame che c'era tra gli dei e la popolazione originale del luogo. All'età di tredici anni diventa amante di Merlino, che condivide con lei i segreti del druidismo. In sua assenza è lei a tenere le redini della tenuta del druido. In occasione dell'arrivo di Gundleus di Siluria, è lei a spaventarlo e farlo fuggire via, ingannandolo facendogli credere di usare la magia, mentre invece era solo un trucco. Durante l'assalto da parte della siluria, viene stuprata e ferita a un occhio, che poi perderà, così da ricevere le prime due "ferite", che la porteranno a essere un vero druido. La terza ferita, quella della pazzia, si impadronisce di lei alla fine del primo capitolo del romanzo, Il re d'inverno ma il colpo di grazia le viene dato sull'isola dei morti, dove vengono esiliati i folli. La salverà Derfel Cadarn.

### Nelle serie TV
Nella serie televisiva Merlin Nimueh (Michelle Ryan) assume il ruolo di nemica principale di Camelot e di Uther Pendragon (Anthony Head) nella prima stagione. Nimueh era una strega e sacerdotessa della Religione Antica.
Un tempo Nimueh e Uther erano amici. Uther era sposato con una nobile, Lady Igraine, che era purtroppo sterile, e così Gaius (Richard Wilson), medico e scienziato di corte grande amico di Uther, andò a chiedere a Nimueh di far avere un figlio a Igraine nella più vicina unione con Uther. Da questa unione nacque Artù (Bradley James). Nimueh, tuttavia, ammonì Uther sul fatto che per dare una vita doveva avere in cambio una morte, e fu così che Lady Igraine morì per i dolori del parto, in modo da permettere ad Artù di nascere. Uther si infuria con la maga e, per il dolore che questa perdita gli ha causato, fa uccidere tutti gli stregoni presenti nel regno, tranne Gaius. Nell'ultima puntata della prima stagione di Merlin, Nimueh salva la vita ad Artù su richiesta di Merlino (Colin Morgan). Nimueh, però come già sappiamo non può dare la vita senza la morte, tuttavia sceglie volontariamente di offrire la madre di Merlino, facendola ammalare di una malattia inguaribile. Merlino disperato si infuria con il Drago (John Hurt) accusandolo di sapere che sua madre sarebbe morta. Dopo avergli detto questo lo abbandona nella grotta dove Uther lo ha confinato. Merlino corre da Nimueh per sacrificare sé stesso al posto della madre, salvo poi scoprire che si era già offerto Gaius. Vedendo morto colui che lo aveva trattato come un figlio, tra i due scoppia una lotta dove sembra prevalere Nimueh ma alla fine Merlino riesce a fulminarla uccidendola. Le due morti (quella di Gaius e quella di Nimueh) creano uno squilibrio nella bilancia della vita e così la Religione Antica decide di far vivere di nuovo qualcuno, così Gaius torna in vita. Per sopperire quindi alla disfatta di Nimueh, nella seconda serie di Merlin, la Dama del Lago è una giovane druida, di nome Freya, di cui Merlino si innamora, che in seguito a una maledizione, conduce una doppia vita: la mattina è una dolce giovane, e la notte si trasforma in una bestia assetata di sangue. Artù e i suoi cavalieri la feriscono mortalmente e Merlino la porta vicino al lago dove ha gettato Excalibur, donatagli dal Grande Drago nella prima serie, e dove la giovane spira tra le sue braccia promettendogli che sarebbe tornata per aiutarlo, cosa che accade nella terza serie, quando Merlino ha bisogno di Excalibur e Freya resuscita divenendo la Dama del Lago.
Il personaggio di Nimue (Caroline Ford) compare anche nella serie televisiva della ABC Once Upon a Time - C'era una volta  a partire dal quinto episodio della quinta stagione ed è distinto da quello (solo nominato) della Dama del Lago, presentata come la madre di Lancillotto. Nella serie interpreta la moglie del mago Merlino, ma in un secondo momento si trasforma nel primo Signore Oscuro.
Nimue è anche la protagonista della serie televisiva Netflix Cursed: Nimue è una ragazza dotata di forti poteri di origine fatata, nel corso della storia incontrerà Merlino e Artù ed entrerà in possesso della spada Excalibur, fino a diventare la Dama del Lago che darà ad Artù la sua spada magica. La storia raccontata in questa serie è una rivisitazione del mito arturiano, non una semplice trasposizione televisiva: Artù è un mercenario, non ha nobili origini e non è figlio di Uther Pendragon che invece compare come uno dei principali antagonisti della serie.

### Nei libri
Il nome Nimue appare anche nella saga fantasy The Witcher, scritta da Andrzej Sapkowski. Nella saga Nimue è una maga appassionata alle leggende che riguardano Geralt di Rivia e insieme a un'altra maga tentano di risolvere i punti oscuri del mito nel libro La Signora del Lago. Fa una breve apparizione anche in La Stagione delle Tempeste.